# Peter Mafany Musonge
Peter Mafany Musonge (Buea, 3 de diciembre de 1942) es un político camerunés, que se desempeñó como Primer Ministro de ese país entre 1996 y 2004. 

## Reseña biográfica
Musonge nació en la ciudad de Buea, capital del Departamento de Fako en la Región del Sudoeste de Camerún. Recibió una licenciatura en ingeniería civil de la Universidad Drexel y una maestría en ingeniería estructural de la Universidad de Stanford, trabajando como director de una gran cantidad de proyectos públicos.
Camerunés anglófono miembro del grupo étnico Bakweri, en 1996 fue designado como Primer Ministro de Camerún por parte del presidente Paul Biya. Fue reelegido primer ministro por 8 legislaturas consecutivas. Ejerció el cargo hasta la reorganización del Gabinete en 2004, tras la exitosa reelección de Biya en los comicios de ese año, habiendo sido Musonge el jefe de la campaña de Biya.
Partidario y colaborador cercano de Biya, Musonge es miembro del Comité Central del gobernante Movimiento Democrático Popular de Camerún (CPDM). Biya nombró a Musonge como Gran Canciller de Órdenes Nacionales el 4 de abril de 2007.
En mayo de 2013, el presidente Biya nombró a Musonge como miembro del Senado de Camerún, como uno de los 30 senadores que recibieron su escaño por designación presidencial; los otros 70 senadores, elegidos bajo la nueva constitución, fueron elegidos de manera indirecta. Boya nombró a 3 senadores por cada región del país y Musonge lo fue en representación de la Región del Sudoeste. Se especuló ampliamente en los medios de comunicación que Musonge sería nombrado Presidente del Senado, pero Marcel Niat Njifenji fue elegido para ese cargo el 12 de junio de 2013. En cambio, Musonge fue designado presidente del Grupo Parlamentario en el Senado del CPDM.
Renunció al Senado el 21 de marzo de 2017, para ponerse al frente de la Comisión Nacional de Promoción del Bilingüismo y Multiculturalismo, creada con el fin de poner fin a la crisis anglófona. 